# Georg Thumshirn
Georg Thumshirn (* 31. August 1893 in Nürnberg; † 22. August 1955) war ein deutscher Motorradrennfahrer.

## Werdegang
Thumshirn hatte zwei Brüder, Hans und Konrad, die ebenfalls Motorradrennen fuhren. Nach einer Schlosserlehre begann er seine Karriere im Jahr 1920 als Werksfahrer bei der Nürnberger Motorradmarke Ardie und blieb dieser Marke bis zum Ende seines Lebens treu. In diesem Jahr siegte er bereits in der 350-cm³-Klasse beim Bayerischen Motorradderby auf Ardie Minimax, die wegen der konischen Form ihres Tanks und der roten Lackierung, dem gleichnamigen Feuerlöscher ähnlich, im Volksmund so genannt wurde. Thumshirn siegte bei den damals recht populären Zementbahnrennen, wie auf der Bahn am Reichelsdorfer Keller in Nürnberg, auf der Opelbahn in Rüsselsheim, auf der Leipziger Zementbahn wie auch auf der AVUS im Jahr 1924. Daneben bestritt er zahlreiche Bergrennen und Zuverlässigkeitsfahrten sowie Eisrennen im Winter. Zusammen mit seinen Brüdern bestritt er auch die schweren Reichsfahrten zu Beginn des Jahrzehnts.
Ab 1925 wurden mit Viertakt Einbaumotoren von J.A.P. versehene Ardies eingesetzt. Damit war man in der Lage, die Erfolgsserie fortzusetzen. Thumshirn gewann im Jahr 1925 das Swinemünder Bäderrennen, die Deutschlandfahrt, den Industriepreis auf der Solitude. Er siegte u. a. beim Jilowitzer Bergrennen, beim Semmering-Bergrennen, beim Eilenriederennen in Hannover, beim Ratisbona-Bergrennen, Würgauer Bergrennen, Ködelbergrennen. Georg Thumshirn gewann auf der Solitude 1926 die 1000-cm³-Soloklasse sowie die Ost-West-Fahrt und er war Bayerischer Bergmeister in diesen Jahren. 
Die größten Erfolge aber, sowohl für Ardie als auch für Thumshirn selbst waren seine Siege bei der Österreichischen TT im Jahr 1926 und 1927 und bei der Ungarischen Tourist Trophy im Jahr 1927 auf Ardie-J.A.P. gegen sehr starke Konkurrenz. 
Gegen Ende der 1920er Jahre wandte er sich dem Gespann-Rennsport zu und war auch auf drei Rädern sehr erfolgreich mit Ardie und dem 1000-cm³-V2-J.A.P.-Rennmotor, der damals bereits 56 PS leistete. Mit diesem Gespann stürzte er beim Zirler Bergrennen im Jahr 1929 sehr schwer und konzentrierte sich dann bis 1933 auf Zuverlässigkeitsfahrten. Er gewann fünfmal eine Goldmedaille bei den Drei Tage Harzfahrten und nahm mehrmals erfolgreich an den Internationalen Sechstagefahrten teil.
Nach dem Ende seiner Rennfahrerkarriere im Jahr 1933 übernahm er, allerdings weniger erfolgreich eine Ardievertretung, ehe er zum Ardiewerk in die Werkstatt zurückkehrte. 
Mit Produktionsbeginn bei Ardie nach dem Zweiten Weltkrieg war auch Georg Thumshirn wieder an Bord und betreute die Ardie-Werksfahrer. Darunter war auch der junge Werner Haas, der dann später bei NSU dreifacher Straßenweltmeister in der 250-cm³-Klasse wurde. 1952 gewann er im Alter von 59 Jahren selbst noch eine Bronzemedaille bei der Deutschlandfahrt auf Ardie B251.
Georg Thumshirn wurde 1955 als 61-Jähriger bei einer Fahrt mit dem Motorrad getötet, weil ihn ein Traktorfahrer beim Abbiegen übersah.

## Rennsiege
| Jahr | Klasse  | Maschine     | Rennen                  | Strecke                                        |
| ---- | ------- | ------------ | ----------------------- | ---------------------------------------------- |
| 1922 | 350 cm³ | Ardie        | Eifelrundfahrt          | Nideggen                                       |
| 1925 | 350 cm³ | Ardie        | AVUS-Rennen             | AVUS                                           |
| 1925 | 350 cm³ | Ardie        | Swinemünder Bäderrennen | Swinemünde                                     |
| 1926 | 350 cm³ | Ardie        | Eilenriederennen        | Eilenriede                                     |
| 1926 | 350 cm³ | Ardie        | Kolberger Bäderrennen   | Kolberg                                        |
| 1926 | 500 cm³ | Ardie-J.A.P. | Österreichische TT      | Breitenfurt bei Wien–Laab im Walde–Wolfsgraben |
| 1927 | 500 cm³ | Ardie-J.A.P. | Österreichische TT      | Breitenfurt bei Wien–Laab im Walde–Wolfsgraben |
| 1927 | 500 cm³ | Ardie-J.A.P. | Ungarische TT           | Budapest                                       |